# Marquigny
Marquigny település Franciaországban, Ardennes megyében. Lakosainak száma 74 fő (2022. január 1.). Marquigny Chagny, Lametz, La Sabotterie és Bairon-et-ses-Environs községekkel határos.

## Népesség
A település népességének változása:
| Lakosok száma | 100  | 70   | 64   | 66   | 93   | 93   | 84   | 81   | 80   | 74   |
|               | 1968 | 1982 | 1990 | 2006 | 2013 | 2015 | 2017 | 2019 | 2020 | 2022 |